# Natalia Pocztowiak
Natalia Pocztowiak (* 13. November 1988) ist eine polnische Badmintonspielerin. 

## Karriere
Natalia Pocztowiak gewann 2007 ihre erste Medaille bei den nationalen Titelkämpfen in Polen. Weitere Edelmetallgewinne folgten im jährlichen Rhythmus bis 2011. 2009 war sie bei den Portugal International erfolgreich, 2010 bei den Slovenian International. 2010 nahm sie auch an der Badminton-Weltmeisterschaft teil.

## Sportliche Erfolge
| Saison | Veranstaltung                          | Disziplin   | Platz | Name                                                                                  |
| ------ | -------------------------------------- | ----------- | ----- | ------------------------------------------------------------------------------------- |
| 2005   | Polnische Meisterschaften der Junioren | Mixed       | 1     | Łukasz Moreń / Natalia Pocztowiak                                                     |
| 2005   | Polnische Meisterschaften der Junioren | Damendoppel | 1     | Natalia Pocztowiak / Agnieszka Wojtkowska                                             |
| 2007   | Polnische Einzelmeisterschaften        | Damendoppel | 3     | Natalia Pocztowiak / Agnieszka Wojtkowska (Lks Technik Głubczyce)                     |
| 2007   | Polnische Einzelmeisterschaften        | Mixed       | 3     | Wojciech Szkudlarczyk / Natalia Pocztowiak (Lks Technik Głubczyce)                    |
| 2008   | Polnische Einzelmeisterschaften        | Damendoppel | 3     | Natalia Pocztowiak / Aleksandra Wałaszek (Lks Technik Głubczyce)                      |
| 2009   | Polnische Einzelmeisterschaften        | Mixed       | 2     | Michał Łogosz / Natalia Pocztowiak (SKB Litpol Malow Suwałki / Lks Technik Głubczyce) |
| 2009   | Portugal International                 | Mixed       | 1     | Łukasz Moreń / Natalia Pocztowiak                                                     |
| 2010   | Slovenian International                | Mixed       | 1     | Mao Hong / Natalia Pocztowiak                                                         |
| 2010   | Slovenian International                | Damendoppel | 1     | Natalia Pocztowiak / Staša Poznanović                                                 |
| 2010   | Polnische Einzelmeisterschaften        | Damendoppel | 2     | Natalia Pocztowiak / Agnieszka Wojtkowska (Lks Technik Głubczyce)                     |
| 2011   | Polnische Einzelmeisterschaften        | Dameneinzel | 3     | Natalia Pocztowiak (Lks Technik Głubczyce)                                            |
| 2012   | Polnische Einzelmeisterschaften        | Damendoppel | 1     | Natalia Pocztowiak / Agnieszka Wojtkowska (Lks Technik Głubczyce)                     |
| 2012   | Polnische Einzelmeisterschaften        | Mixed       | 3     | Lukasz Moren / Natalia Pocztowiak (SKB Litpol Malow Suwałki / Lks Technik Głubczyce)  |